# Bongiovanni da Cavriana
Bongiovanni da Cavriana (Cavriana, XIII secolo – XIII secolo) è stato un poeta e religioso italiano.

## Biografia
Poco si conosce della sua vita. Fu educato nel convento dei Francescani di Mantova, fondato nel 1211 da san Francesco. Alcuni riferimenti biografici furono stilati da lui stesso alla fine del suo poemetto l'Anticerberus:

## Opere
- Anticerberus, 1330-1350.[1] Poemetto in lingua latina di 1 414 versi, divisi in quattro libri, nel quale l'autore afferma di aver composto il poema per combattere il male, raffigurato da Cerbero. L'opera era destinata alla formazione spirituale dei giovani frati.[2]